# NGC 5823
NGC 5823 또는 C 88은 이리자리의 산개 성단이다. 남반구에서만 볼 수 있다.